# Leptotarsus minutissimus
Leptotarsus minutissimus là một loài ruồi trong họ Ruồi hạc (Tipulidae). Chúng phân bố ở miền Australasia.